# Ferrara
Ferrara es un municipio italiano de la región de Emilia-Romaña, capital de la provincia homónima. Con una población de 129 555 habitantes (ISTAT 2024), está situada sobre el río Po de Volano. La ciudad tiene una estructura urbanística que se remonta al siglo XIV, cuando era gobernada por la familia de los Este. El diseño realizado por Biagio Rossetti la convirtió en la primera ciudad moderna de Europa. De este hecho histórico, además de la conservación del estilo y materiales arquitectónicos en la zona del centro histórico, deriva en gran parte su reconocimiento como Patrimonio Mundial de la Humanidad en 1995 (al centro histórico de Ferrara), ampliado en 1999 al delta del Po.

## Etimología
El origen del nombre de Ferrara no está claro. Existen varias hipótesis, incluida la del personaje bíblico Ferrato, hijo de Cam y nieto de Noé. Otras aseveran que Ferrara se fundó por un tal Marco que fue a Ferrara con su gente; entre estos había una muchacha troyana, Ferrara, y con este nombre designó a la ciudad que había empezado a construir. Otros piensan que deriva de hierro, que se encontraba o se trabajaba en el territorio.
La hipótesis con más fuerza es la que supone que el nombre haya llegado de farro, una especie de trigo duro, el alimento más antiguo de los romanos, abundando, parece, en la zona. "Farraria", es la tierra donde se cultiva el farro. Una hierba nombrada farraria, una especie de planta acuática, sería otro posible origen. Y finalmente, el lugar donde se hacían las dos ferias importantes del año (Domingo de Ramos y el día de San Martín) en las orillas del río Po se llamaba Feriarum area (plaza pública de las ferias), y de aquí Ferraria. A la derecha en la puerta pequeña de la catedral de San Jorge hay una imagen de una niña esculpida en mármol, llamada antiguamente "Madonna Frara".

## Historia
Ferrara surgió en los siglos VII y VIII a orillas del Po y de sus canales secundarios.
Los orígenes de Ferrara son inciertos y aparece por primera vez en un documento en 754 como parte del exarcado de Rávena. En 984 es feudo del conde de Módena y Canossa, sobrino del emperador Otón I. Después de un periodo de independencia en el que la ciudad es gobernada entre otras por la familia de los Adelardi, en 1101 la ciudad es tomada por la condesa Matilde di Canossa.
En 1146, con la muerte del último Adelardi, Guillermo, Ferrara pasa como dote de su sobrina la Marchesella a Azzolino de Este. Tras algunas hostilidades con la familia Salinguerra, Azzo Novello fue nombrado podestà perpetuo en 1242 y en 1259 tomó prisionero en batalla a Ezzelino de Verona. Le sucedió su sobrino Obizzo II (1264-1293) que fue nombrado por el papa capitán general y defensor de los Estados Pontificios. En el siglo XIII comenzó el dominio de la familia Este, que se prolongó hasta finales del XVI. 
El 4 de marzo de 1391, con el permiso del papa Bonifacio IX, el marqués Alberto de Este fundó la Universidad de Ferrara, en la cual estudiaron importantes personajes, resaltan las graduaciones en siglo XVI de Nicolás Copérnico (1503) y Paracelso. Nicolás III (1393-1441) en 1438 recibió el concilio del papa Eugenio IV y su hijo Borso recibió los feudos de Módena y Reggio del emperador Federico III, convirtiéndose en duque en 1452, para ser nombrado duque de Ferrara en 1471 por el papa Paulo II. A finales del siglo XV, la situación económica y el afán de prestigio convencieron a Hércules I de Este (1471-1505) a promover un ambicioso proyecto de reestructuración urbana: la célebre Addizione Erculea. Esta fue proyectada por el célebre arquitecto Biagio Rossetti, y duplicó el tejido urbano, creando una nueva ciudad.

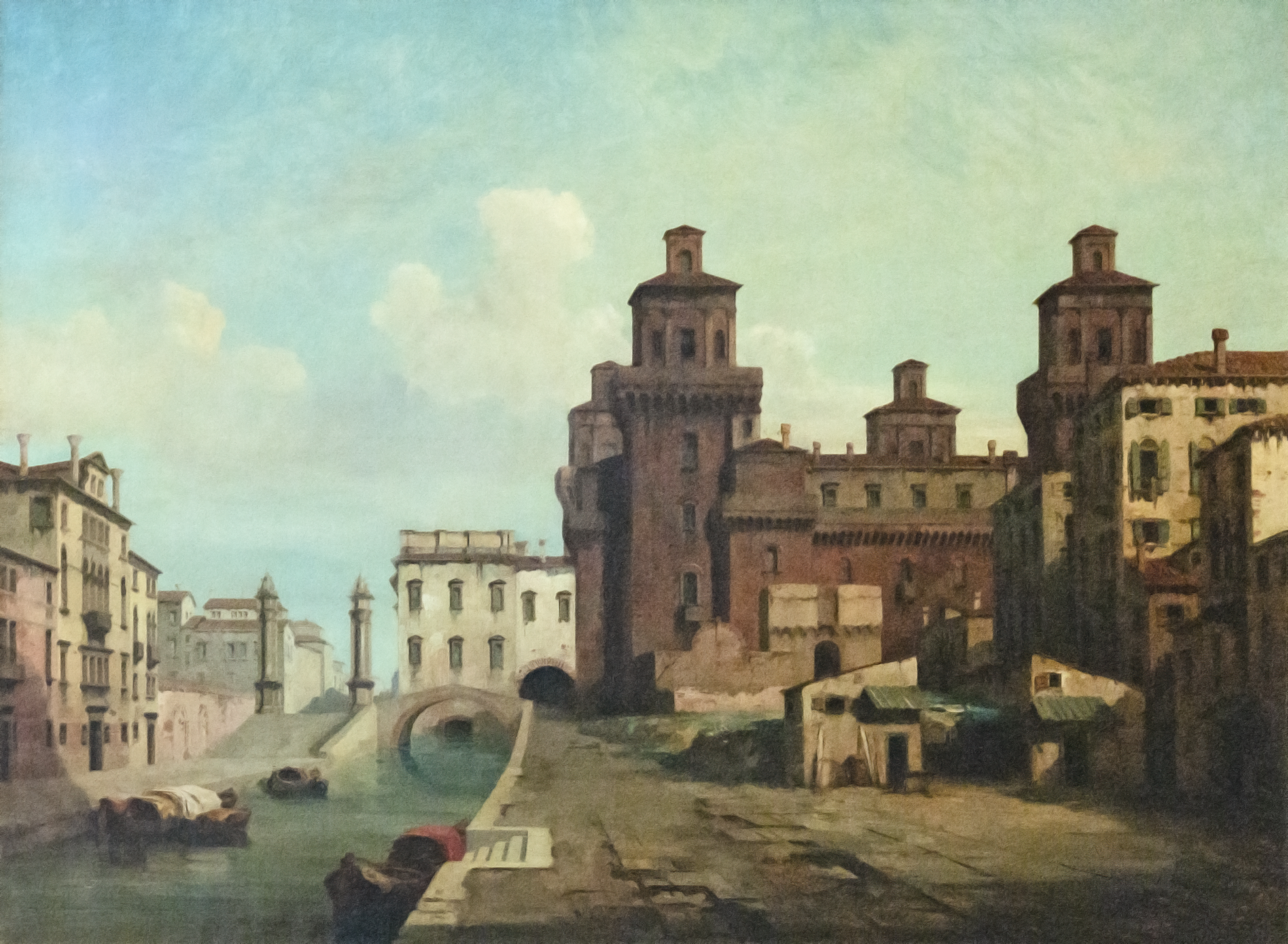
Vista del Castello Estense

Hércules I luchó contra Venecia. La guerra prosiguió con su hijo Alfonso I, quien había contraído matrimonio con Lucrecia Borgia (hija del papa Alejandro VI y hermana de César Borgia). En 1509 fue excomulgado por el papa Julio II y en 1512 combatió contra el ejército pontificio, conquistando Rávena. Consiguió reconciliarse con los Estados Pontificios y le sucedió su hijo Hércules II de Este, quien se casó con Renata de Francia, hija de Luis XII, y que gobernó de 1534 a 1559. Su hijo Alfonso II de Este, se casó con Bárbara de Habsburgo, hermana del emperador Maximiliano II, que llevó a Ferrara al punto culminante de su esplendor. No tuvo descendencia masculina y en 1597 Ferrara fue declarada feudo vacante por el papa Clemente VIII, poniendo punto final al ducado de Ferrara.
Debido a la Devolución, en el año 1598, la ciudad de Ferrara y el territorio de la familia Este, estuvieron bajo el control directo, político y administrativo,  de los Estados Pontificios hasta el año de 1832, cuando este control pasó a Austria, mientras que en 1859 Ferrara pasó a formar parte del reino de Cerdeña.
Ferrara es desde el siglo XIII un importante centro judío y, tras las Leyes raciales que dictó en 1938 el gobierno fascista, fue el principal centro de persecuciones y depuraciones, como narra el escritor Giorgio Bassani en su novela El jardín de los Finzi-Contini (1962) y en Una Noche de 1943 (1956).

## Demografía

### Población
A finales del 2007, había 133 591 personas que residían en Ferrara, 62 417 hombres (un 46,8 %) y 71 174 mujeres (un 53,2 %), suponiendo un ligero crecimiento respecto al 2006 (133 214). Los menores de 18 años son un 12,28 % de la población. La población de pensionistas llega al 26,41 %. La media italiana es de un 18,06 % (menores de 18 años) y un 19,94 % (pensionistas). La edad mediana de los ferrarenses es de 49 años, siendo la media italiana de 42 años. A continuación se detalla el número de habitantes por circoscrizioni (2007): 
- Circoscrizione Centro Cittadino: 18 693 habitantes.
- Circoscrizione Giardino Arianuova Doro: 16 835 habitantes.
- Circoscrizione vía Bologna: 26 119 habitantes.
- Circoscrizione Zona Nord: 13 819 habitantes.
- Circoscrizione Zona Nord Ovest: 11 022 habitantes.
- Circoscrizione Zona Sud: 12 952 habitantes.
- Circoscrizione Zona Nord Est: 9159 habitantes.
- Circoscrizione Zona Est: 24 992 habitantes.

### Evolución demográfica

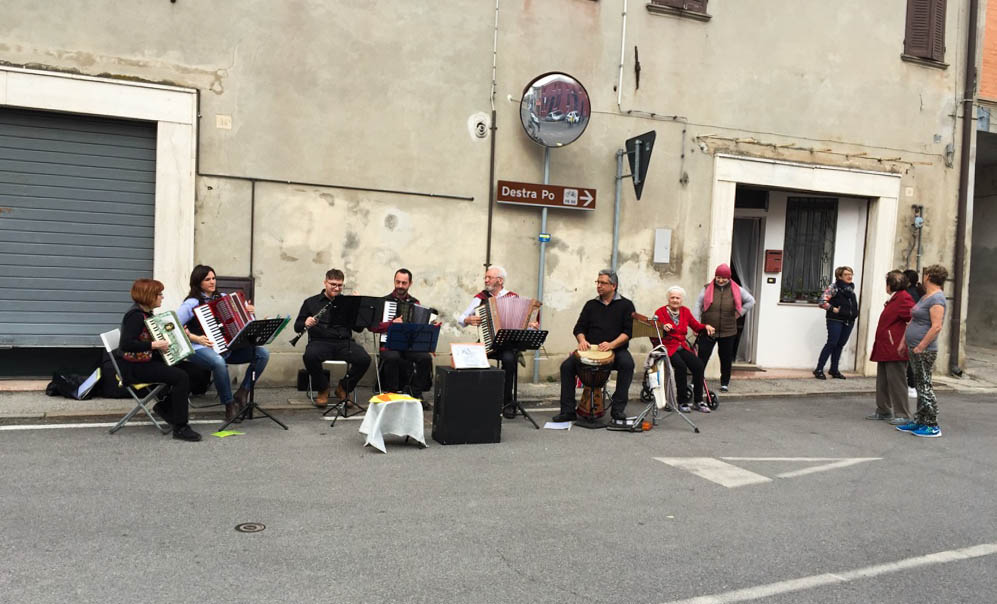
Músicos callejeros en el municipio

Entre 2002 y 2007, la población de Ferrara creció un 2,28 %, mientras que en Italia aumentaba un 3,85 %. Los crecimientos de los últimos años han sido realmente exiguos (+0,4 % el 2005, +0,6 % el 2006 y de +0,3 % el 2007).  El índice de natalidad actual de Ferrara es de 7,02 nacimientos por 1000 habitantes. La media italiana es de 9,45 nacimientos. 
Ferrara es conocida por ser la ciudad de más de 100 000 habitantes más envejecida de Italia, así como la que tiene un índice de natalidad más bajo. Mientras que la población de origen italiano ha bajado un 0,5 % el 2007, ha aumentado el número de residentes extranjeros, llegando a finales del 2007 a 6938 personas, suponiendo un 5,2 % del total de residentes, de los cuales 3043 eran hombres y 3895 mujeres.
El aumento de extranjeros en los años anteriores ha sido de un 15 % el 2006 y un 13 % el 2005. El grupo de inmigrantes más grande era originario de Ucrania (1016), seguido por el de Rumanía (935) y de Albania (836). Hace falta destacar el fuerte incremento de los rumanos en el 2007, pasando de 417 (2006) a 935 (2007). Los procedentes de Marruecos están en cuarta posición (427). Actualmente, un 10 % de los nacimientos tienen como mínimo un padre extranjero.
| Gráfica de evolución demográfica de Ferrara entre 1861 y |
|                                                          |
| Fuente ISTAT - elaboración gráfica de Wikipedia          |

## Geografía
La ciudad de Ferrara ocupa una superficie de 404 km² y está situada al borde de una rama del delta del río Po llamada Po de Volano, a una altitud de 9 m sobre el nivel del mar, en la región conocida como Llanura Padana, que geográficamente corresponde al valle del Po. Ferrara limita con los siguientes municipios: Argenta, Baricella, Bondeno, Canaro, Copparo, Ficarolo, Formignana, Gaiba, Masi Torello, Occhiobello, Ostellato, Poggio Renatico, Stienta, Tresigallo, Vigarano Mainarda, Voghiera

### Clima
El invierno es rígido y lluvioso, sin que falten precipitaciones en forma de nieve. Las bajas presiones que se forman en esta estación portan aire frío y perturbado consintiendo periodos de mal tiempo considerables; cuando hay altas presiones, también permanecen las duras condiciones meteorológicas debido a la entrada de aire de origen ártico-ruso, lo cual provoca jornadas que pueden resultar soleadas pero acompañadas de fuertes vientos gélidos y temperaturas cercanas a los cero grados durante las horas centrales del día, y que pueden descender bastante del cero durante la noche.
Los veranos son calurosos y sofocantes a causa del alto nivel de humedad, que raramente baja del 70 %. El bochorno es interrumpido por temporales, que pueden resultar violentos y provocar granizos de consistente intensidad. Se pueden registrar, por otro lado, varias semanas consecutivas soleadas y con temperaturas elevadas, gracias al anticiclón de las Azores y al anticiclón africano, que es el que provoca las temperaturas más altas.
El otoño es fresco, húmedo y lluvioso, y en ocasiones, decididamente frío durante la segunda parte de la estación, durante la cual puede tener características eminentemente invernales. Resulta además particularmente nebuloso, situando a Ferrara entre las ciudades con más niebla de Italia.
La primavera ofrece a Ferrara diversas estampas. En su primera parte, se trata de una prolongación de la estación invernal en la cual persisten las corrientes frías, mientras que con el transcurso de la estación se vuelve gradualmente apacible y estable.
| Media de temperaturas máximas (°C) | 4  | 8  | 13 | 17 | 22 | 26 | 29 | 29 | 24 | 18 | 11 | 6  |     |  |  |  |  |  |  |  |  |  |  |  |  |  |  |  |
| Media de temperaturas mínimas (°C) | 1  | 1  | 5  | 9  | 13 | 16 | 19 | 19 | 15 | 11 | 5  | 1  |     |  |  |  |  |  |  |  |  |  |  |  |  |  |  |  |
| Precipitaciones (mm)               | 44 | 44 | 49 | 54 | 52 | 55 | 48 | 60 | 52 | 55 | 72 | 49 | 634 |  |  |  |  |  |  |  |  |  |  |  |  |  |  |  |

## Estructura administrativa

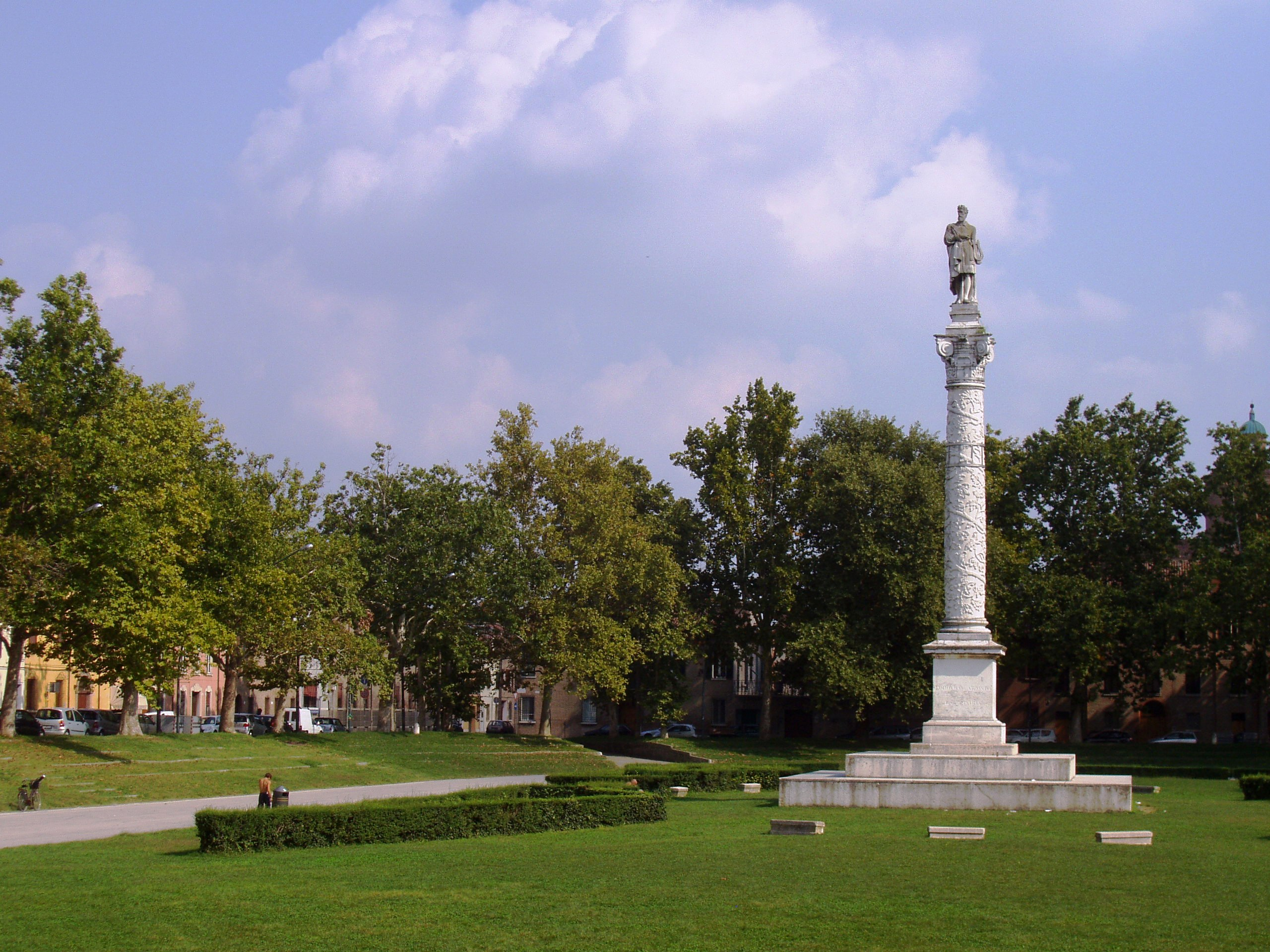
Memorial al poeta Ludovico Ariosto.

La estructura administrativa italiana está definida en la constitución italiana en los artículos 118 a 133. Los gobiernos locales en Italia han experimentado un proceso de reforma basada en los principios de capitalización, obligación de rendir cuentas delante de los ciudadanos y servicio de calidad. El municipio de Ferrara está dividido en ocho circunscripciones (circoscrizioni), que son las unidades de descentralización comunal en que se divide el territorio. Las circoscrizioni agrupan los diferentes barrios de la ciudad y las frazione.
- Circoscrizione Centro Cittadino.
- Circoscrizione Giardino Arianuova Doro. Barrios: Acquedotto, Arianuova, Darsena, Doro, Ex Mof, Grattacielo, Parco Urbano, P.le dei Giochi, San Benedetto, Stazione Centrale, Vía del Lavoro.
- Circoscrizione vía Bologna. Barrios: Borgo San Luca-Rivana, Argine Ducale, Aeroporto, Foro Boario, La Pirámide, Krasnodar, Villaggio Satellite, Centro Artigianale, San Giorgio, Chiesuol del Fosso, Fiera.
- Circoscrizione Zona Norte. Barrios: Pontelagoscuro, Polo chimico di Ferrara, Barco.
- Circoscrizione Zona Noroeste. Barrios: Porotto, Cassana, Mizzana, Arginone, Parco Commerciale Diamante, Borgo Marconi.
- Circoscrizione Zona Sur. Barrios: Artigianale, Aguscello, Gaibanella, Torre Fossa, San Martino, Goro, Sant'Egidio, Foso San Marco, Montalbano, San Bartolomeo in Desbasto, Monestirolo.
- Circoscrizione Zona Noreste. Barrios: Codrea, Cocomaro di Cona, Cocomaro di Focomorto, Cona, Focomorto, Quartesana, Masi Torello, Copparo, Final di Reno, Migliaro, Massa Fiscaglia.
- Circoscrizione Zona Este. Barrios: Villa Fulvia, Porta Ferrara, Quacchio, Pontegradella, Ponte Travagli, Borgo Punta, Malborghetto di Boara, Boara.

## Lugares de interés

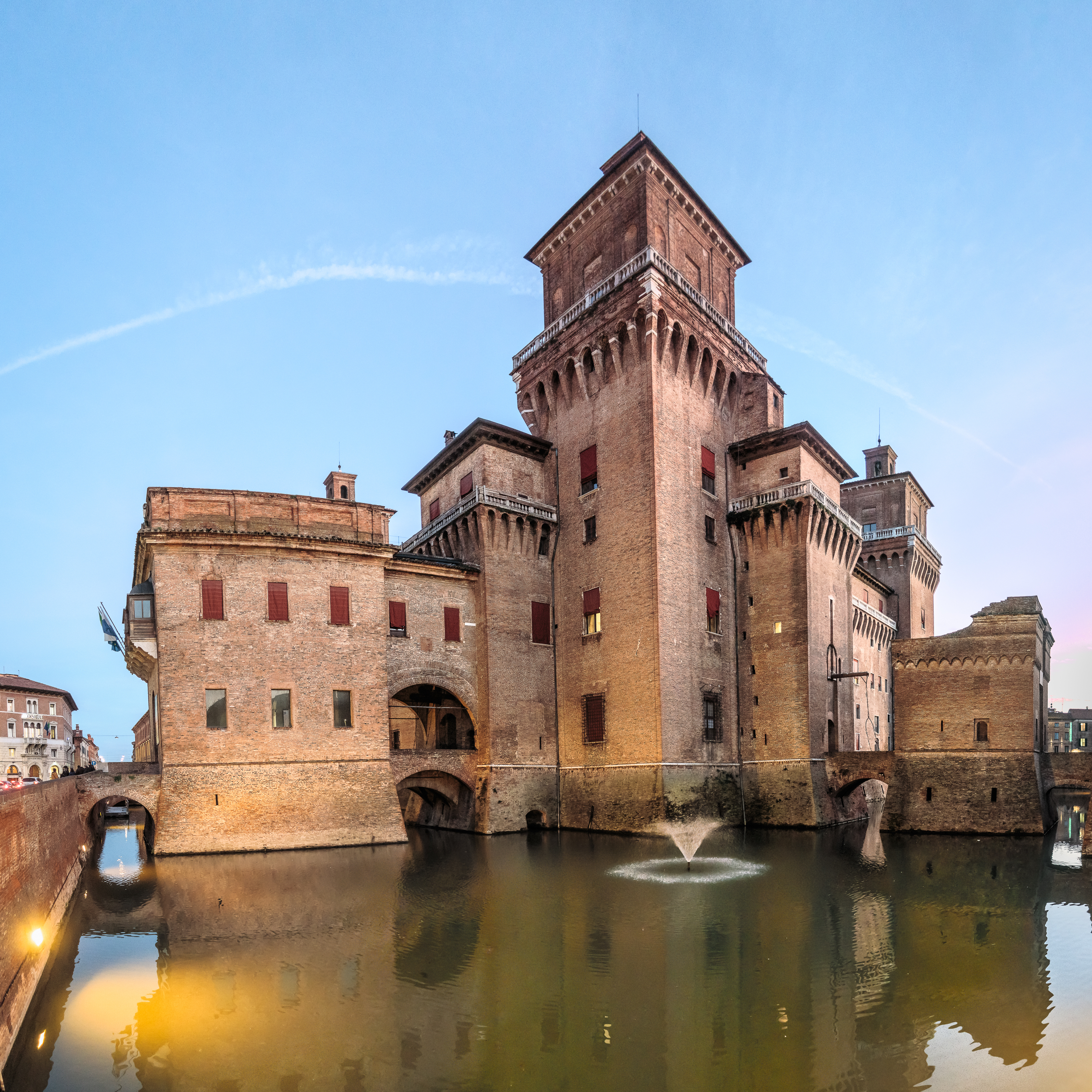
Vista del Castillo Estense. «Ferrara, ciudad renacentista, y su delta del Po» fue declarada Patrimonio de la Humanidad en 1995

La ciudad está aún rodeada por más de 9 kilómetros de murallas antiguas, en su mayor parte construidas en los siglos XV y XVI.

### Edificios civiles
El principal monumento es el Castello Estense (Castillo de los Este), también llamado Castello di San Michele (Castillo de San Miguel), un edificio de ladrillo cocido de planta cuadrada dotado de cuatro torres defensivas y rodeado por un foso de agua, que está situado en el centro de la ciudad. Se construyó a partir de 1385 y fue parcialmente restaurado a partir de 1554; los pabellones en la parte superior de las torres datan de este último año. Fue comenzado en 1385 y finalizado en el siglo XVI. Es de ladrillos rojo, con torres y formas macizas y lo rodea un amplio foso. Entre las piezas más interesantes de su interior citaremos el Jardín de los Naranjos del siglo XV, el Salón de los Juegos y la Capilla de Renata de Francia. 
Ferrara tiene muchos palacios del primer Renacimiento, a menudo conservando decoraciones de terracota; pocas ciudades de Italia tan pequeñas tienen tantos, aunque la mayoría son comparativamente pequeños. Entre ellos pueden destacarse los del barrio norte (especialmente los cuatro en la intersección de sus dos calles principales), que fue añadido por Hércules I de Este en 1492-1505, a partir de planos del arquitecto Biagio Rossetti, y de ahí que se le llame la Addizione Erculea. Pueden citarse:
- El Palazzo Municipale (Palacio municipal), reconstruido en estilo neogótico en 1927, fue la primera residencia de los Este.
- El Palazzo della Ragione («Palacio de la Razón», un ejemplo de Palazzo della Ragione), frente a la catedral, construido con ladrillos en estilo gótico entre 1315 y 1326; el aspecto actual es el resultado de una remodelación posterior a la Segunda Guerra Mundial, tras un incendio que destruyó parte del palacio. Sin embargo no hace justicia a la belleza de la construcción original.
- El Palazzo dei Diamanti («Palacio de los Diamantes»), así llamado por las puntas con forma de diamante en que están cortados los bloques de piedra de la fachada. Actualmente alberga la Pinacoteca Nacional. Su colección de pinturas es sobre todo de la escuela de Ferrara, que alcanzó su prominencia en la segunda mitad del siglo XV, con Tura, del Cossa y dei Roberto; entre los maestros ferrareses del siglo XVI están Lorenzo Costa y Dosso Dossi, el más destacado, Girolamo da Carpi y Benvenuto Tisio (il Garofalo). Cuando Ferrara pasó al poder de la Santa Sede, muchas obras de pintores renacentistas se trasladaron a Módena, pero otras se encuentran en esta pinacoteca. Es un magnífico edificio renacentista, obra maestra del arquitecto Biagio Rossetti, caracterizado por casi 12.000 sillares en forma de punta de diamante, que revisten la fachada y uno de sus flancos, mientras que las esquinas están adornadas por elegantes y decorados pilares.
- El Palazzo Schifanoia, construido en 1385 por Alberto V d'Este, incluye frescos que representan la vida de Borso d'Este, los signos del zodiaco y representaciones alegóricas de los meses. El vestíbulo fue decorado con molduras de estuco por Domenico di Paris de Padua. El edificio contiene también bellos libros de coro. Espléndida muestra de la arquitectura de Biagio Rossetti, fue edificado entre 1466 y 1496 y destinado a "lugar de delicias" para fiestas y recepciones. Entre las hermosas salas de su interior, todas adornadas elegantemente, destaca el extraordinario Salón de los Meses, pintado en el siglo XV por Cossa y de'Roberti.
- El Palazzo Paradiso (1391), actualmente es la sede de la Biblioteca Civica Ariostea donde se puede encontrar la más completa colección de ediciones de Orlando Furioso y algunas cartas de Torquato Tasso, así como una Biblia que perteneció al fraile dominico Girolamo Savonarola.
- Un poco apartada está la universidad, que tiene facultades de derecho, arquitectura, farmacia, medicina y ciencias naturales. La universidad cuenta con un jardín botánico (Orto Botanico dell'Università di Ferrara).
- La sencilla casa de Ludovico Ariosto fue construida por el escritor a partir de 1526 y allí murió en 1533.
- El Archivio Storico Comunale contiene un importante conjunto de documentos históricos, que datan el siglo XV. El Archivio Storico Diocesano es más antiguo aún, siendo mencionado en documentos del año 955, este contiene preciosos documentos recogidos a lo largo de los siglos por la Iglesia.
- El Teatro comunale de Ferrara, es un teatro de ópera cuya construcción se realizó entre los años 1786 y 1797.
- El Palacio Contrari, gótico en origen pero remodelado durante el Renacimiento, que fue residencia de los Contrari, una de las familias más influyentes de la ciudad.

### Edificios religiosos

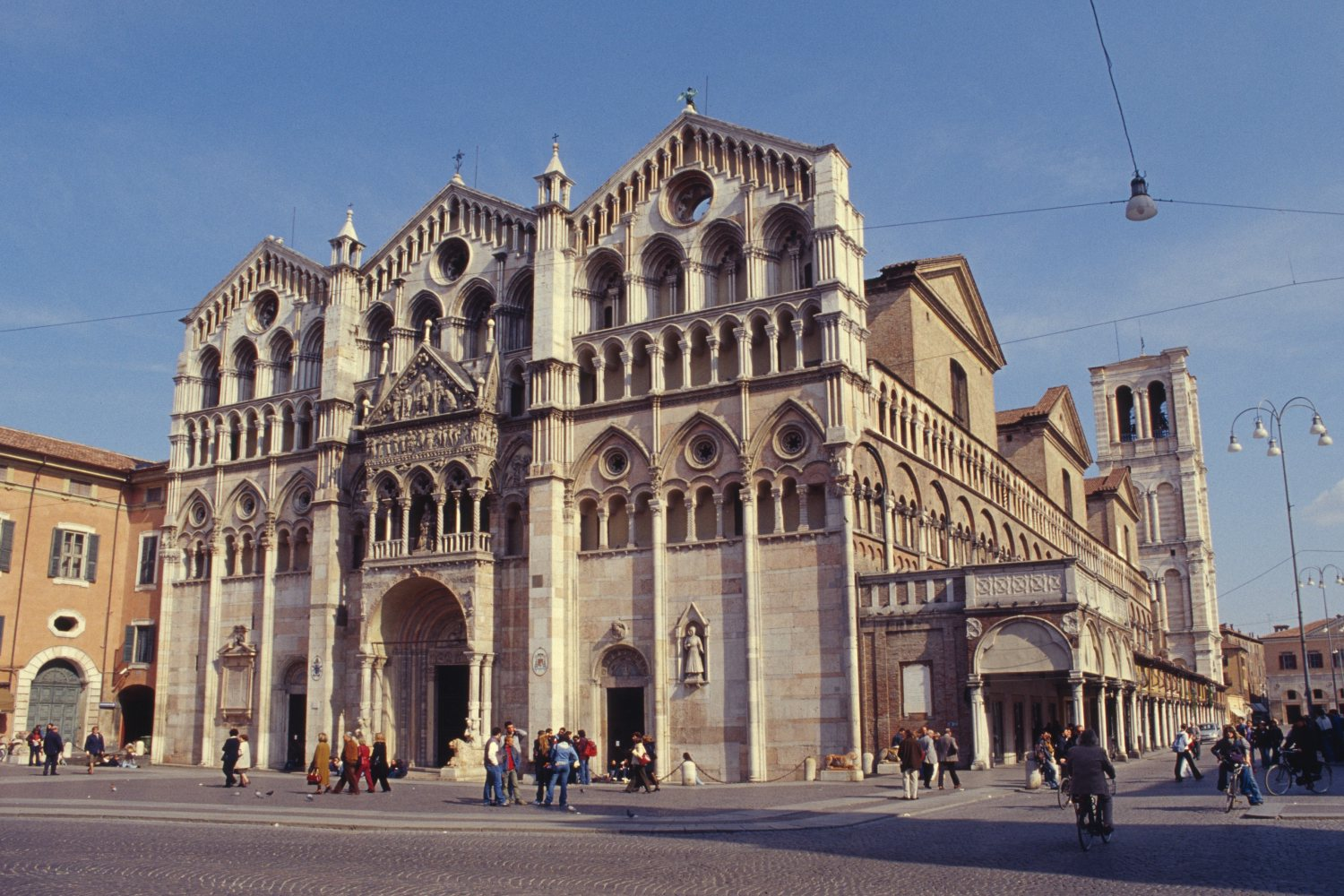
Catedral de Ferrara.

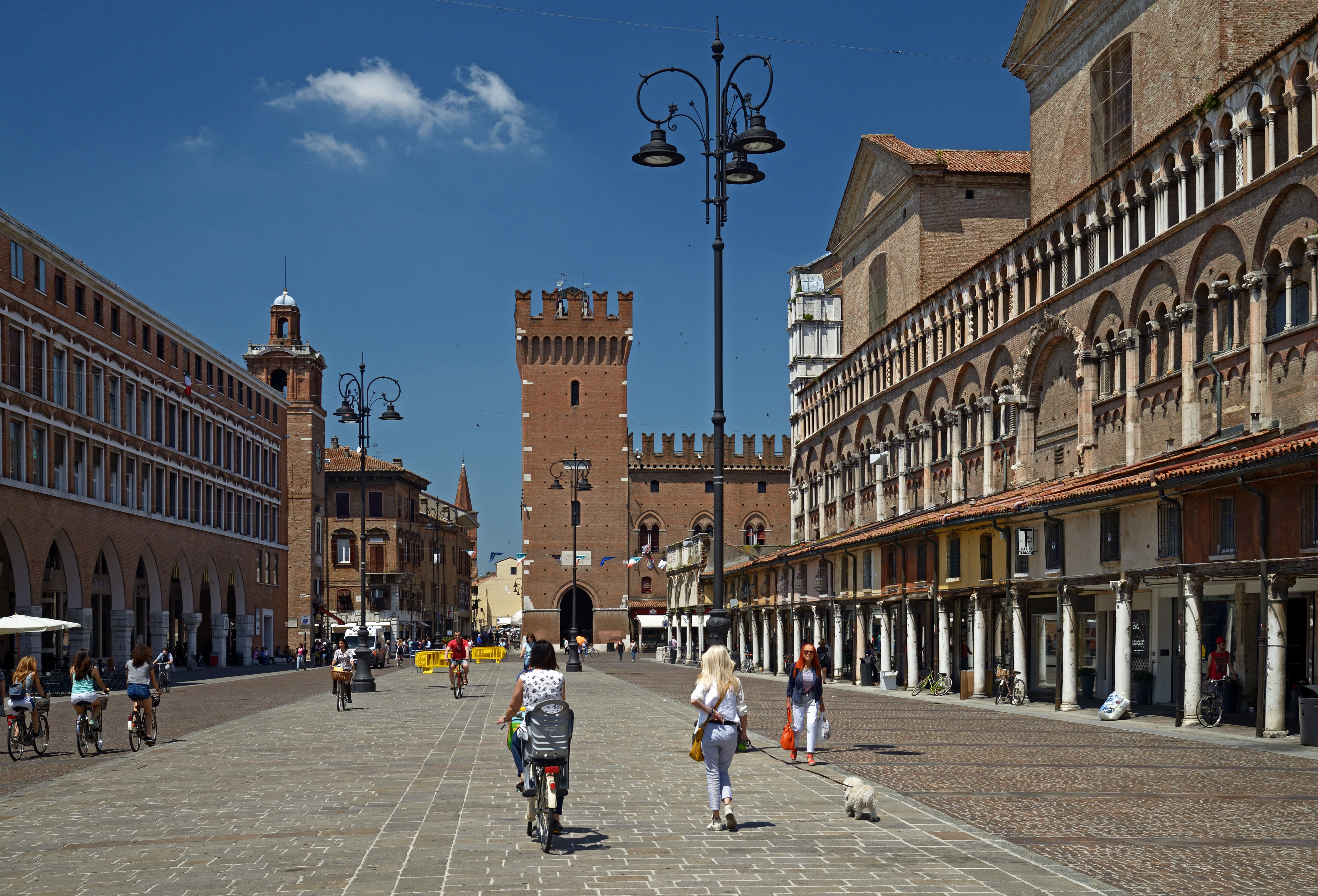
Piazza Trento e Trieste

A pocos pasos del Castello Estense se encuentra el antiguo arcispedale Santa Anna, donde estuvo prisionero el poeta Torquato Tasso entre 1579 y 1586, durante su ataque de locura. 
Cerca del Palazzo del Comune se encuentra la Catedral de Ferrara o Duomo que está dedicada a San Jorge, patrón de la ciudad; en 1135  se terminaron la parte inferior románica de la fachada principal, y las laterales. Según una inscripción hoy desaparecida, la iglesia fue construida por Guglielmo I degli Adelardi (muerto en 1146), quien está enterrado en ella. La escultura del portal principal es obra firmada por el artifex Nicholaus, mencionado en la inscripción perdida como el arquitecto de la iglesia. La parte superior de la fachada principal, con arcadas de arcos apuntados, data del siglo XIII y el portal tenía leones recostados y elaboradas esculturas por encima. El interior fue restaurado en estilo barroco en 1712, a causa de un desastroso terremoto ocurrido en 1570 que destruyó no solo el interior de la catedral, sino también numerosos edificios por toda la ciudad. Tras esta restauración se cerró la Porta dei Mesi, la imponente entrada del lado sur. El campanario, en estilo renacentista, data de 1451-1493, pero el último piso fue añadido a finales del siglo XVI. 
Esta catedral es una majestuosa iglesia románica que fue construida entre los siglos XII y XIV. Animan su fachada elegantes galerías que continúan en el flanco derecho, donde se alza el campanario (probablemente obra de Alberti). Los portales y el pronaos están adornados por relieves de los siglos XII y XIII.
A 500 metros de la catedral se encuentra la Iglesia de San Francisco, proyecto del arquitecto Biagio Rossetti y construida en el 1594 sobre una preexistente utilizada por los franciscanos.
El Monasterio del Corpus Domini contiene las tumbas de los Este, incluyendo a Alfonso I, Alfonso II, Hércules I de Este, Hércules II de Este, así como a Lucrezia Borgia, Leonor de Aragón, y una docena de otros personajes históricos.
La sinagoga y un museo judío se ubican en el corazón del centro medieval, cercanos a la catedral y al Castello Estense. Esta calle formó parte del ghetto en el que los judíos vivían separados del resto de la población de Ferrara, desde alrededor de 1627 hasta 1859.

## Cultura

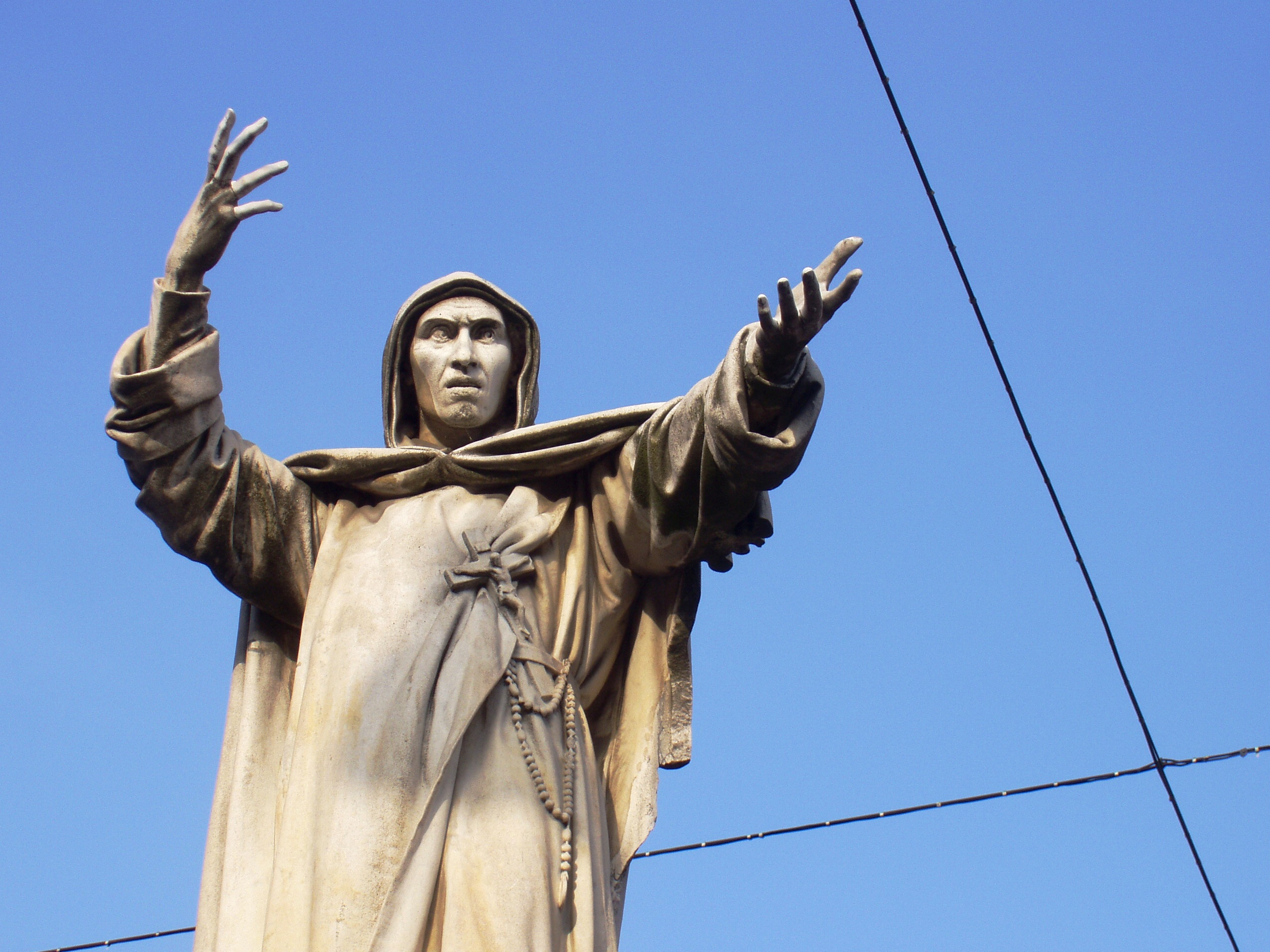
Escultura de Girolamo Savonarola

El fraile dominico Girolamo Savonarola y el músico Girolamo Frescobaldi nacieron en Ferrara, lo mismo que los pintores Giovanni Boldini (1842) y Filippo de Pisis (1896).
En el periodo de gobierno de los Este, Ferrara fue un importante centro humanístico a la que acudieron los mejores poetas de los siglos XV y XVI, Matteo Maria Boiardo, Ludovico Ariosto y Torquato Tasso, además del poeta nativo Agustín Beccari. Ferrara además desarrolló su propia escuela de pintura. En la ciudad de Ferrara pintaron Andrea Mantegna, Giovanni Bellini, Cosmè Tura, Francesco del Cossa y Ercole Ferrarese, Garofalo, Tiziano, Dosso Dossi y Battista Dossi, Scarsellino. Además la ciudad de Ferrara fue morada de Leon Battista Alberti, Pisanello, Piero della Francesca y Rogier van der Weyden. La biblia de Ferrara fue una traducción del Antiguo Testamento a ladino (judeo-español) realizada por judíos sefardíes y dedicada a Hércules II de Este.
Ferrara fue el lugar en el que se ambienta la novela de Giorgio Bassani El jardín de los Finzi-Contini (1962) y de su adaptación al cine, obra de Vittorio De Sica (1970). La película de Wim Wenders y Michelangelo Antonioni (nacido aquí) titulada Al di là delle nuvole (1995) y la de Ermanno Olmi Il mestiere delle armi  (2001), que relata los últimos días de Giovanni dalle Bande Nere, también se rodaron en Ferrara.
En la ciudad se lleva a cabo el Palio más antiguo de Italia, llamado de San Giorgio, el último domingo de mayo. El Palio es una típica fiesta medieval en donde se realizaban carreras (a caballo, en asnos o a pie) en las cuales el ganador se adjudicaba un manto o paño (palio) con una efigie religiosa.

## Economía

### Agricultura
La agricultura de Ferrara resulta ser hoy en día uno de los sectores más importantes de la economía provincial: la base ocupacional de la provincia de Ferrara llega al 8,3 %, y es el índice más elevado de todo el noreste de Italia con 8763 industrias activas en el campo y 180 000 hectáreas de superficie agraria total.

### Pesca
También el sector de la pesca tiene una importancia económica fundamental si se piensa que el 55 % de los 3000 trabajadores del sector de Emilia-Romaña se concentra en la provincia de Ferrara con un total de 1135 empresas activas.

### Industria
Notablemente es el área que abarca el polo químico de Ferrara, con empresas como LyondellBasell, Polímeri Europa, Eni Rewind (ex Syndial) o BT Italia; Ferrara ha sido objetivo de actividades industriales. Un 34,8 % de ocupación en la industria con un total de 54 000 personas ocupadas. 

### Artesanía
El sector de la artesanía aumenta progresivamente. Las empresas de artesanos de Ferrara producen un 13,8 % del valor provincial que juega un papel fundamental dentro del sistema productivo local caracterizado por empresas pequeñas: 26 000 trabajadores en el sector. Un 35,5 % de los empresarios de Ferrara son artesanos.

### Turismo
El sector terciario está vinculado íntimamente al turismo, gracias a la amplia oferta cultural. El alto nivel de calidad artística y de los museos ha permitido el crecimiento de la oferta de balnearios en el Lido de Comacchio y en el Parque regional del Delta del Po.

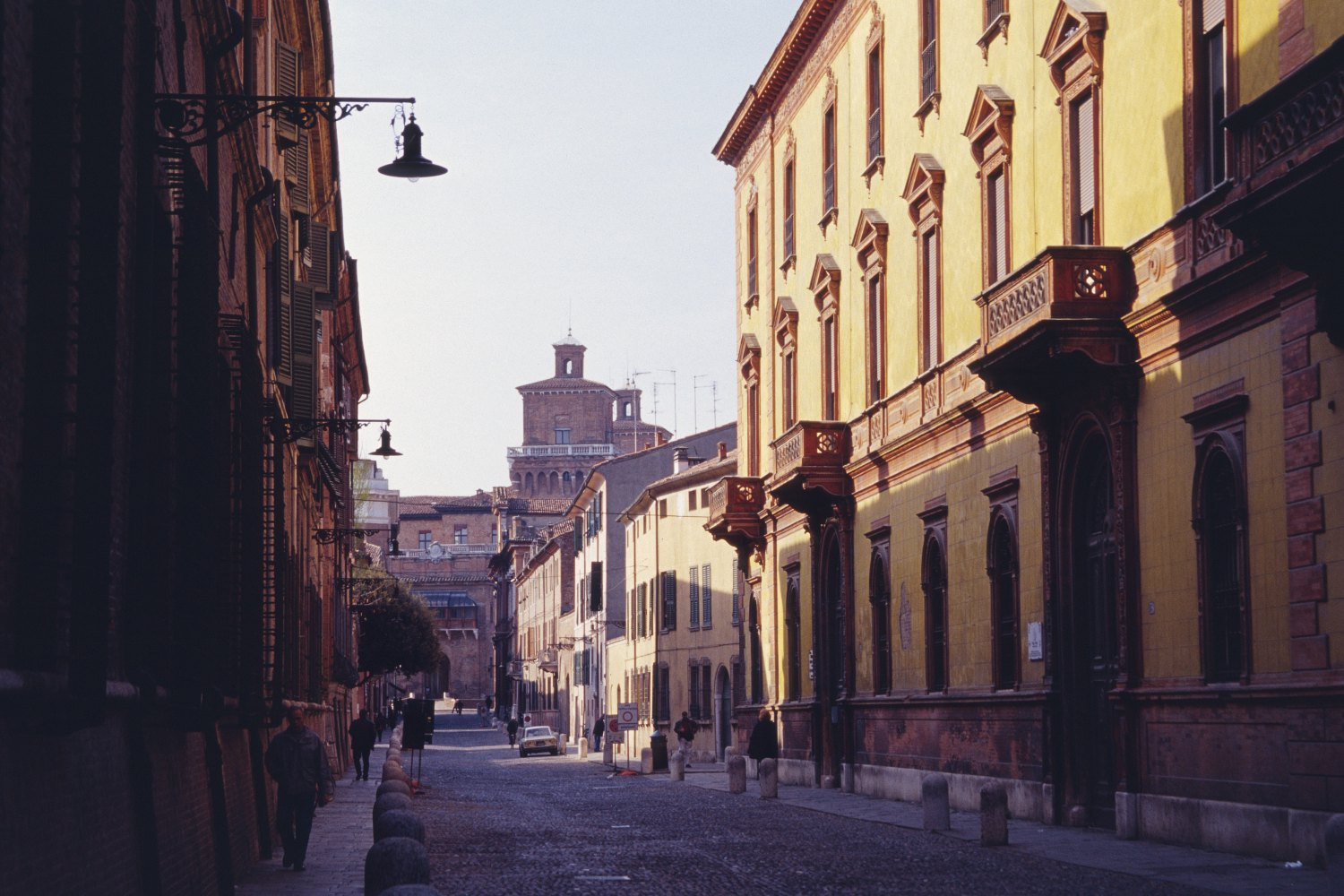
Corso Ercole I d'Este.

## Deportes
El club de fútbol local, SPAL, compite en la tercera división del fútbol nacional, la Serie C. Su estadio es el Paolo Mazza cuyo aforo es de 19.000 espectadores.

## Ciudades hermanadas
- Krasnodar (Rusia)
- Lérida (España)
- Saint-Étienne (Francia)
- Swansea (Reino Unido)
- Koper (Eslovenia)
- Szombathely (Hungría)
- Highland Park (Estados Unidos)
- Broni (Italia)
- Formia (Italia)
- Lula (Italia)
- San Nicola Manfredi (Italia)
- Damasco (Siria)
- Gießen (Alemania)
- Kaufbeuren (Alemania)
- Kallithea (Grecia)
- Brno (República Checa)
- Praga (República Checa)
- Sarajevo (Bosnia y Herzegovina)
- Buenos Aires (Argentina)
- Rijeka (Croacia)
- Žilina (Eslovaquia)